# Аїстов Прокіп Степанович
А́їстов Прокі́п Степа́нович  (1882, Сатка — 1917, Київ) — робітник київського заводу «Арсенал», учасник Жовтневого збройного повстання 1917 року.

## Біографія
Народився у м. Сатка (нині — Челябінська область, Російська Федерація) у сім'ї робітника-слюсаря. З 1903 року працював фрезерувальником у Києві на заводі «Арсенал», брав участь у революційній боротьбі, членом більшовицької партії не був. Загинув під час перестрілки з юнкерами поблизу заводу «Арсенал» у жовтні 1917 року. Був похований у Передмостовій слобідці, а у 1930-х роках — перепохований у Маріїнському парку у братській могилі арсенальців.

## Ушанування пам'яті
На честь Прокопа Аїстова в 1938—2015 роках була названа вулиця на Печерську в Києві (нині — Іпсилантіївський провулок).
2015 року після прийняття Закону України «Про засудження комуністичного та націонал-соціалістичного (нацистського) тоталітарних режимів в Україні та заборону пропаганди їхньої символіки» прізвище Аїстова Українським інститутом національної пам'яті було включено до списку осіб, чия діяльність підпадає під дію законів про декомунізацію.